# نوریتسو
نوریتسو (انگلیسی: Noritsu) شرکت هلدینگ ژاپنی است، که در سال ۱۹۵۱ تأسیس شد.